# 殷歌
殷歌（Angela Yin，1987年3月22日—）是中國的時尚模特兒，她是中國明日超模第一季的冠軍。

## 比賽之前
殷歌參賽前於湘潭大學就讀新聞系四年級。她曾以燕舞為名當兼職模特兒。2007年，她與中國明日超模第一季的另一位參賽者馬舒怡參加2007第六屆南方新絲路模特大賽，而殷歌更入選十佳模特。

## 中國明日超模
殷歌在第一集時曾表示他一直很關注全美超級模特兒新秀大賽，而潘婷舉辦同類型比賽，亦驅使她加入比賽。
評審之一的張天愛在第一集表示不知道為什麼會選出這樣的女孩。在第二集拍攝雜誌封面的時候，另一位評審張文華表示喜歡殷歌的嘴巴，令她首次首名入圍。
第五集，殷歌勝出了設計旗袍的挑戰，她選了馬舒怡和吳美廷來分享該次挑戰獎品。
第八集，眾女要為潘婷Clincare洗髮水拍攝廣告，而殷歌的新聞報導員背景，令她再次獲得首名入圍。在第九集，殷歌替美高梅金殿拍的宣傳照片，效果不俗，使她連續第二次首名入圍，亦成為了中國明日超模首位連續首名入圍的參賽者。
第十集，殷歌在美高梅金殿拍的宣傳照片，因為在評審環節被指真人沒表演時那麼令人深刻，首次進入包尾二人，但評判認為殷歌的整體表現比另一名參賽者閻雪芊好，所以她沒有遭淘汰。最後兩強的決戰是為張天愛的設計品牌Tian Art及Anna Sui走秀。殷歌在走秀中不小心走錯路線，但她保持冷靜沒有令觀眾看出錯處。評判認為犯了錯誤不論能否遮蓋終究是犯了錯誤，但考慮到殷歌在比賽中都能拍攝出非常出色的照片，最後主持人李艾宣佈殷歌成為中國明日超模第一季的冠軍。

## 比賽過後
殷歌被揭發曾參加新絲路的模特兒比賽並與新絲路簽了經理人合約，違反比賽規則，所以她得不到任何冠軍獎品。